# مرکز پزشکی منطقه‌ای آروهد
مرکز پزشکی منطقه‌ای آروهد (به انگلیسی: Arrowhead Regional Medical Center) بیمارستانی خصوصی، مدیکر در شهر کولتون، کالیفرنیا ایالات متحده آمریکا است که در ۱۹۹۹ میلادی ساخته شد و دارای ۴۵۶ تخت است.